# Clematis actinostemmatifolia
Clematis actinostemmatifolia là một loài thực vật có hoa trong họ Mao lương. Loài này được W.T.Wang mô tả khoa học đầu tiên năm 2000.